# Carpe diem (Haloo Helsinki!)
Carpe diem (in latino "cogli l'attimo") è il quarto singolo della band rock finlandese Haloo Helsinki! tratto dal quarto album di studio Maailma on tehty meitä varten, pubblicato il 30 settembre 2013 dalla Ratas Music Group.
Il brano ha raggiunto la ventunesima posizione nella classifica dei brani più trasmessi in radio.

## Video
Il video musicale è stato pubblicato sull'account di VEVO il 16 ottobre 2013.

## Classifiche
| Classifica (2013) | Posizione |
| ----------------- | --------- |
| Finlandia (radio) | 21        |